# Kazuki Ōiwa
Kazuki Ōiwa (jap. 大岩 一貴; * 17. August 1989 in Nagoya, Präfektur Aichi) ist ein japanischer Fußballspieler. 

## Karriere
Kazuki Ōiwa erlernte das Fußballspielen in der Schulmannschaft der Chukyo High School sowie in der Universitätsmannschaft der Chūō-Universität. Seinen ersten Vertrag unterschrieb er 2012 bei JEF United Ichihara Chiba. Der Club aus Ichihara spielte in der zweithöchsten Liga des Landes, der J2 League. Für Ichihara absolvierte er 132 Zweitligaspiele. 2016 wechselte er zum Erstligisten Vegalta Sendai nach Sendai. Mit Sendai stand er 2018 im Finale des Kaiserpokals, das man aber 0:1 gegen die Urawa Red Diamonds verlor. 100-mal stand er für Sendai in der J1 League auf dem Spielfeld. Der Ligakonkurrent Shonan Bellmare, ein Verein aus der Hafenstadt Hiratsuka in der Präfektur Kanagawa, nahm ihn ab 2020 unter Vertrag.

## Erfolge
Vegalta Sendai
- Japanischer Pokalfinalist: 2018